# سوودانیه
سوودانیه (صربی: Suvodanje}} یک منطقهٔ مسکونی در صربستان است که در ناحیه کولوبارا واقع شده‌است.
 سوودانیه  ۵۷۸ نفر جمعیت دارد.